# ارسین ارچین
ارسین ارچین (به ترکی استانبولی: Ersin Erçin) دیپلمات ارشد ترکیه و با تجربه گسترده در دیپلماسی چندجانبه به خصوص در زمینه مسائل بین‌الملل امنیت، یورو آتلانتیک و امنیت اورآسیا خلع سلاح و امنیت محیط زیستی دارد.  او در حال حاضر به عنوان نماینده ویژه ،عبدالله گل، رئیس‌جمهور عبدالله گل ترکیه برای امنیت اروپا خدمت می‌کند.

## زندگی اولیه و حرفه ای
ارسین ارشد در وزارت امور خارجه در آنکارا و همچنین در مأموریت‌های دیپلماتیک در اروپا، خاورمیانه، آفریقا و آمریکای لاتین در رشته‌های مختلف فعالیت می‌کند. او همچنین چندین وظیفه را برای نمایندگی ترکیه در سازمان‌های چندجانبه و امنیتی مانند سازمان همکاری اقتصادی و توسعه (OECD) در پاریس، کنفرانس امنیت و همکاری در اروپا (CSCE)، سازمان امنیت و همکاری در اروپا (OSCE) در وین، و سازمان ملل در نیویورک بدست آورده است. ارسین در دانشگاه‌ها و نیز گروه‌های غیرنظامی و نظامی در مورد هشدارهای اخیر، مدیریت بحران، پیشگیری و حل منازعات، و توانبخشی پس از جنگ سخنرانی کرده است.
ارین در سال ۱۹۸۱ پس از پیوستن به وزارت امور خارجه در پست وزارت روابط اقتصادی و بعدها به عنوان دبیر دوم هیئت دائمی ترکیه در OECD در پاریس خدمت کرد. از سال ۱۹۸۹، او در وین و در CSCE به ریاست سازمان امنیت و همکاری اروپا، بزرگ‌ترین سازمان امنیت منطقه ای در جهان به ماموریت‌های پیوسته و متوالی خود ادامه داد. وی از سال ۲۰۰۱ تا ۲۰۰۴ به عنوان نماینده دائمی ترکیه در سازمان امنیت و همکاری اروپا کار می‌کرد.
در سال ۲۰۰۴ او به عنوان معاون دائمی ترکیه در سازمان ملل متحد در نیویورک و بعدها به عنوان وزیر مشاور وزارت امور خارجه آمریکای شمالی و جنوبی انتخاب شد. ارین در اوایل کار خود به سفارت ترکیه در خارطوم، سودان، با رتبه دبیر دوم و در دمشق، سوریه، به عنوان مشاور منصوب شد. در سال ۲۰۰۹، او به عنوان سفیر جمهوری فدرال برزیل منصوب شد. سفیر ارسین فارغ‌التحصیل دانشکده علوم سیاسی دانشگاه آنکارا است که تخصص در روابط و سازمان‌های بین‌المللی دارد.

## زمان‌سنجی
| سال  | رویداد                                                                                                |
| ---- | --- |
| ۱۹۸۲ | در وزارت امور خارجه جمهوری ترکیه شرکت کرده است.                                                       |
| ۱۹۸۲ | دبیر سوم، بخش روابط اقتصادی                                                                           |
| ۱۹۸۴ | دومین نماینده دائم ترکیه در سازمان همکاری‌های اقتصادی و توسعه (OECD)، پاریس.                           |
| ۱۹۸۷ | دبیر دوم، سفارت جمهوری ترکیه در خارطوم / سودان.                                                       |
| ۱۹۸۹ | نخست‌وزیر، گروه خلع سلاح امنیت ملی و کنفرانس امنیتی و همکاری در اروپا (CSCE) و ناتو، وزارت امور خارجه. |
| ۱۹۹۱ | نخست‌وزیر، نماینده دائم ترکیه در کنفرانس امنیت و همکاری در اروپا (CSCE)، وین.                          |
| ۱۹۹۵ | مشاور، سفارت جمهوری ترکیه در دمشق / سوریه.                                                            |
| ۱۹۹۸ | رئیس بخش امور دریایی، وزارت امور خارجه (نماینده ترکیه در سازمان دریایی بین‌المللی).                    |
| ۲۰۰۱ | معاون نماینده دائم، نماینده دائم ترکیه در سازمان امنیت و همکاری اروپا، وین.                           |
| ۲۰۰۴ | معاون نماینده دائمی، نماینده دائم ترکیه در سازمان ملل، نیویورک.                                       |
| ۲۰۰۷ | وزیر مشاور، معاون مدیر کل، وزارت آمریکای شمالی و جنوبی، وزارت امور خارجه.                             |
| ۲۰۰۹ | نماینده سفیر جمهوری فدرری برزیل.                                                                      |
| ۲۰۱۰ | نماینده ویژه عبدالله گل رئیس‌جمهور ترکیه برای امنیت اروپا.                                             |